# Goomalling
Goomalling är en ort i Australien. Den ligger i kommunen Goomalling och delstaten Western Australia, omkring 120 kilometer nordost om delstatshuvudstaden Perth. Antalet invånare är 500.
Trakten runt Goomalling är nära nog obefolkad, med mindre än två invånare per kvadratkilometer.. Goomalling är det största samhället i trakten. 
Trakten runt Goomalling består till största delen av jordbruksmark. Genomsnittlig årsnederbörd är 542 millimeter. Den regnigaste månaden är september, med i genomsnitt 85 mm nederbörd, och den torraste är december, med 13 mm nederbörd.